# Eusebi Arnau

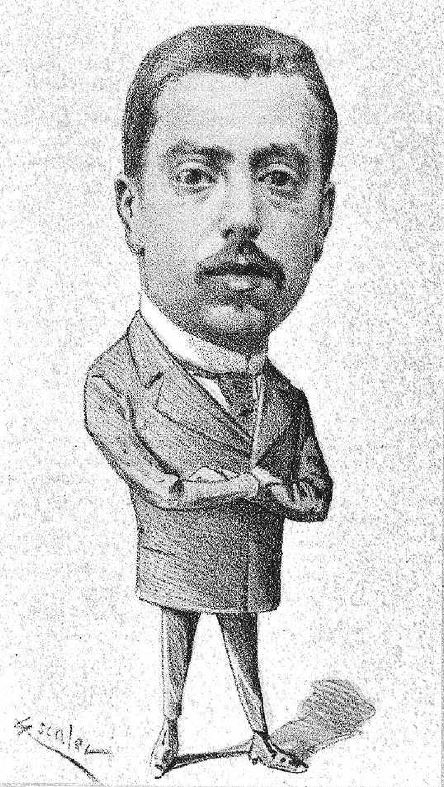
Eusebi Arnau retratado por Ramón Escaler

Eusebi Arnau Mascort, también conocido como Eusebio Arnau (Barcelona, 1864–1933) fue un escultor español.

## Biografía
Estudió en la Escuela de Bellas Artes de Barcelona y fue discípulo de Josep Gamot. Prosiguió sus estudios en Roma en el año 1887, gracias a una beca de la Escuela de la Lonja. En París amplió sus conocimientos en la Academia Julien; expuso en esta capital francesa en los años 1895 y 1902.
En su taller tuvo como discípulo a Pablo Gargallo y a Josep Dunyach entre otros. Junto con el escultor Josep Llimona trabajó en el retablo de la Iglesia basílica de Santa Engracia de Zaragoza.
Sus esculturas aplicadas a la arquitectura como las de la casa Lleó Morera, casa Amatller, Hotel España, Palacio de la Música Catalana y Hospital de San Pablo (todas en Barcelona), lo catalogaron totalmente como escultor destacado del modernismo.
Fue colaborador habitual del arquitecto Enric Sagnier i Villavecchia, con el que trabajó en el edificio de la Aduana del Puerto de Barcelona, la Casa Rupert Garriga, el Via Crucis de Montserrat, el Templo Expiatorio del Sagrado Corazón, la parroquia del Sagrado Corazón del Pueblo Nuevo, la agencia de la Caja de Pensiones en Reus, etc.
Destacó como medallista, entre otras realizó la de la Exposición Universal de 1888 de 1888, la de la Solidaridad Catalana, la del Centenario de Colón y la conmemorativa del derribo de las murallas de Barcelona.

## Reconocimientos
- Diploma en la Exposición Universal de Barcelona de 1888.
- 1891-Diploma Honorífico en la Exposición de Bellas Artes de Barcelona.
- 1896-Premio en la Exposición de Bellas Artes de Barcelona.

## Obras
- Traslación del cuerpo de Santa Eulalia. 1891
- Ave María. 1891
- Redención. 1896
- La Sagrada Família a Nazareth. 1896
- Beso de madre. 1898
- Retrato de Marià Aguiló. 1898
- Figura de Barcelona del monumento A Francesc Rius i Taulet. 1901
- Retrato de Jacinto Verdaguer. 1902
- Retrato de Teodoro Llorente.
- Relieve en la fachada de la Casa de Lactancia en Barcelona. 1910
- Musas del hemiciclo del Palacio de la Música Catalana. 1905
- Caballo alado del Palacio de la Música Catalana. 1905
- Sepultura Carbó, cementerio de Montjuic (1905).
- Chimenea del Hotel España en Barcelona.
- Escudo de Barcelona en el Edificio de Correos de Barcelona. 1927
- La Navegación y Montserrat, Plaza de Cataluña, Barcelona. 1928
- Marina, Palacio Real de Pedralbes. 1929
- 1932 (inaugurado en 1934), A Narcís Oller. Barcelona.

## Galería

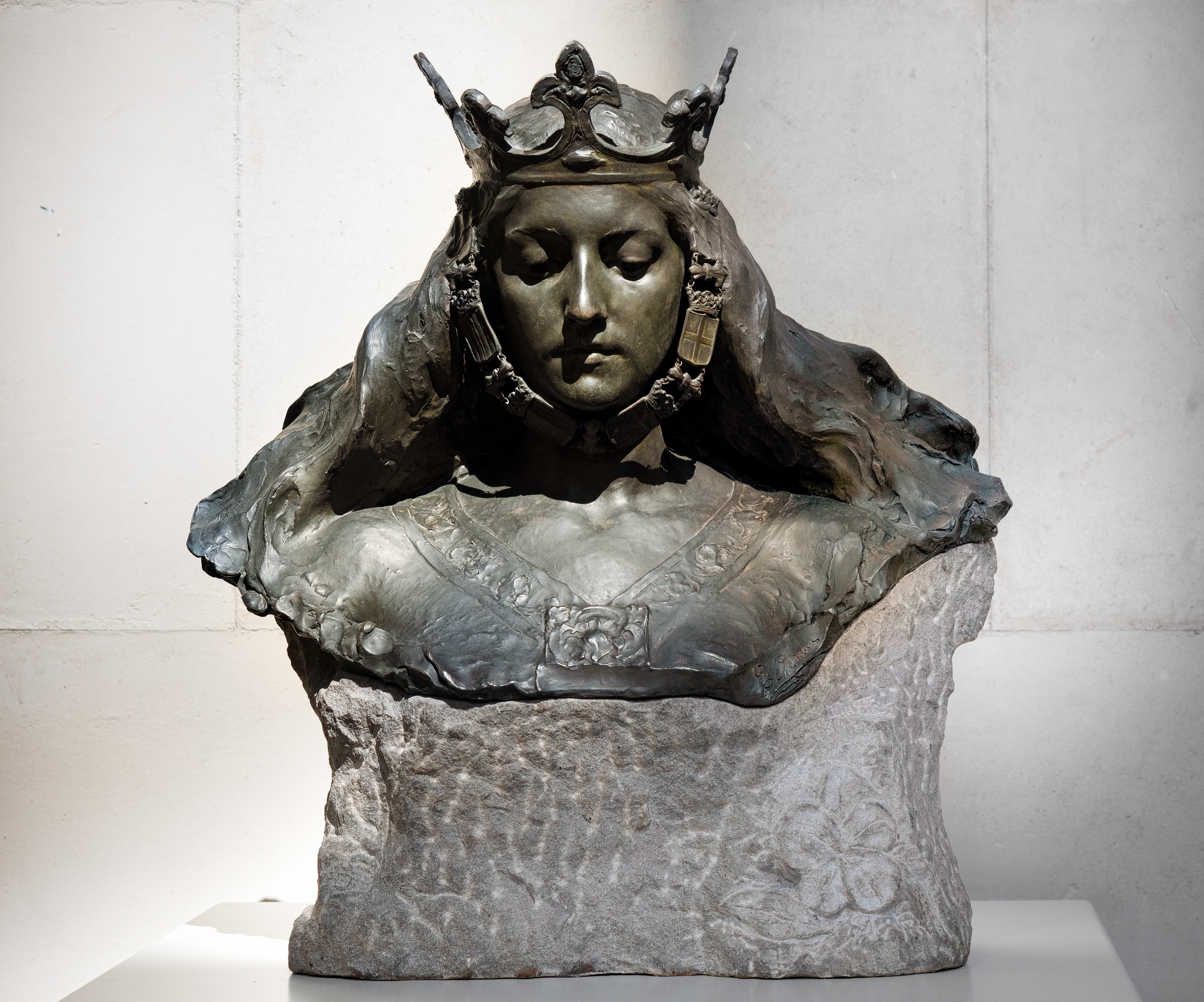
Busto de matrona representando Barcelona, 1897, MNAC
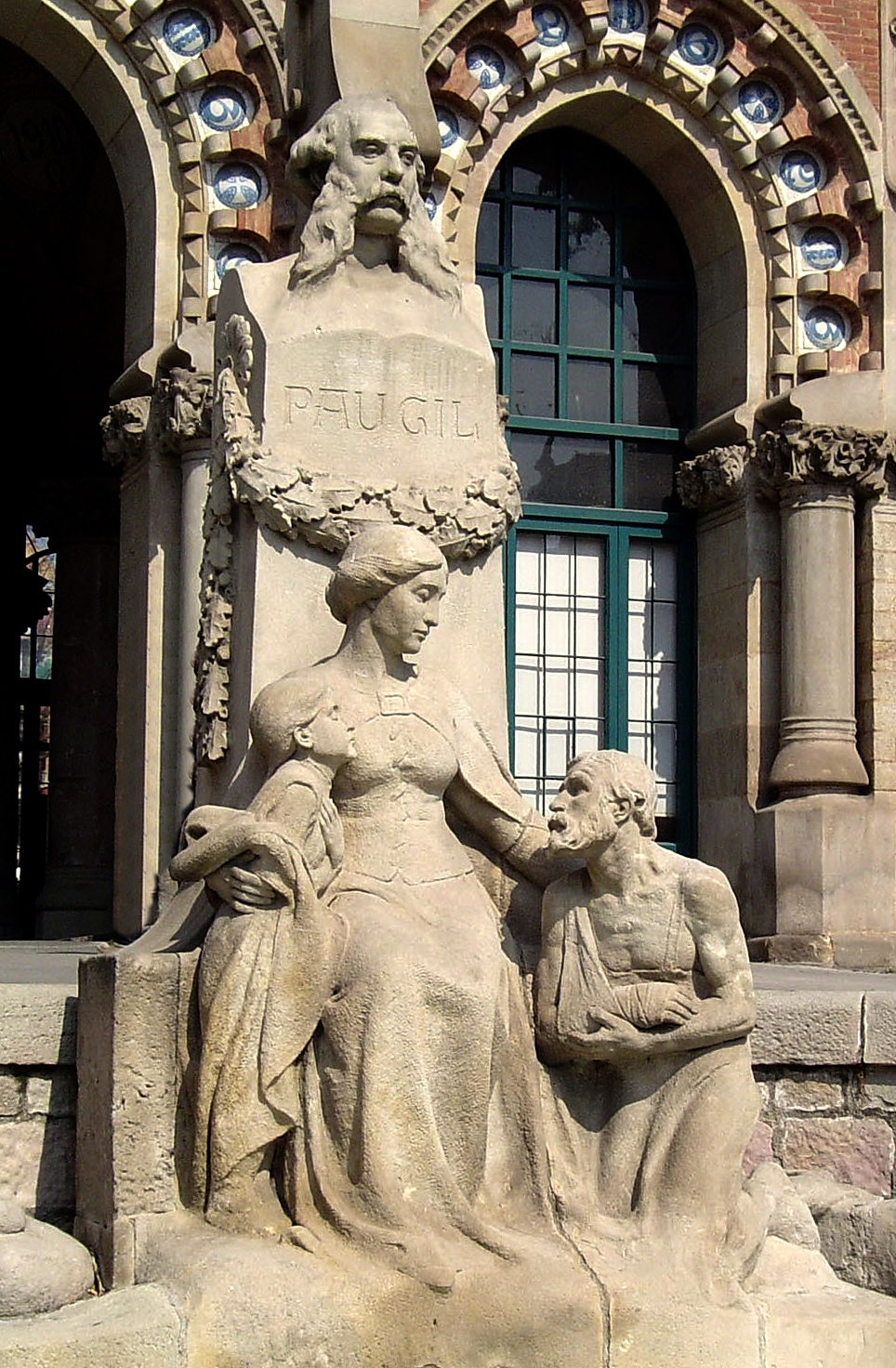
Monumento a Pau Gil en el Hospital de San Pablo
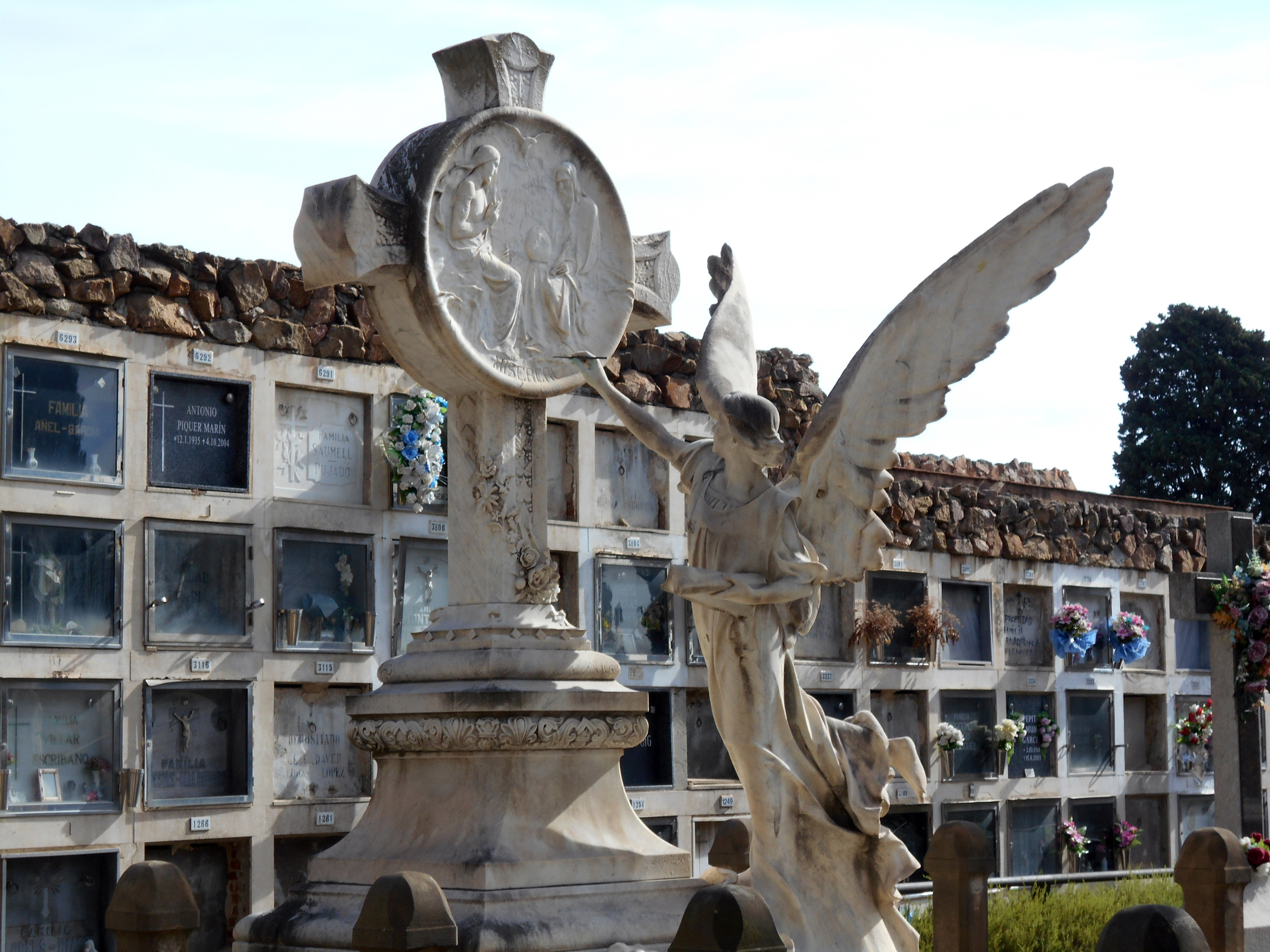
Sepultura Carbó, cementerio de Montjuic (1905)
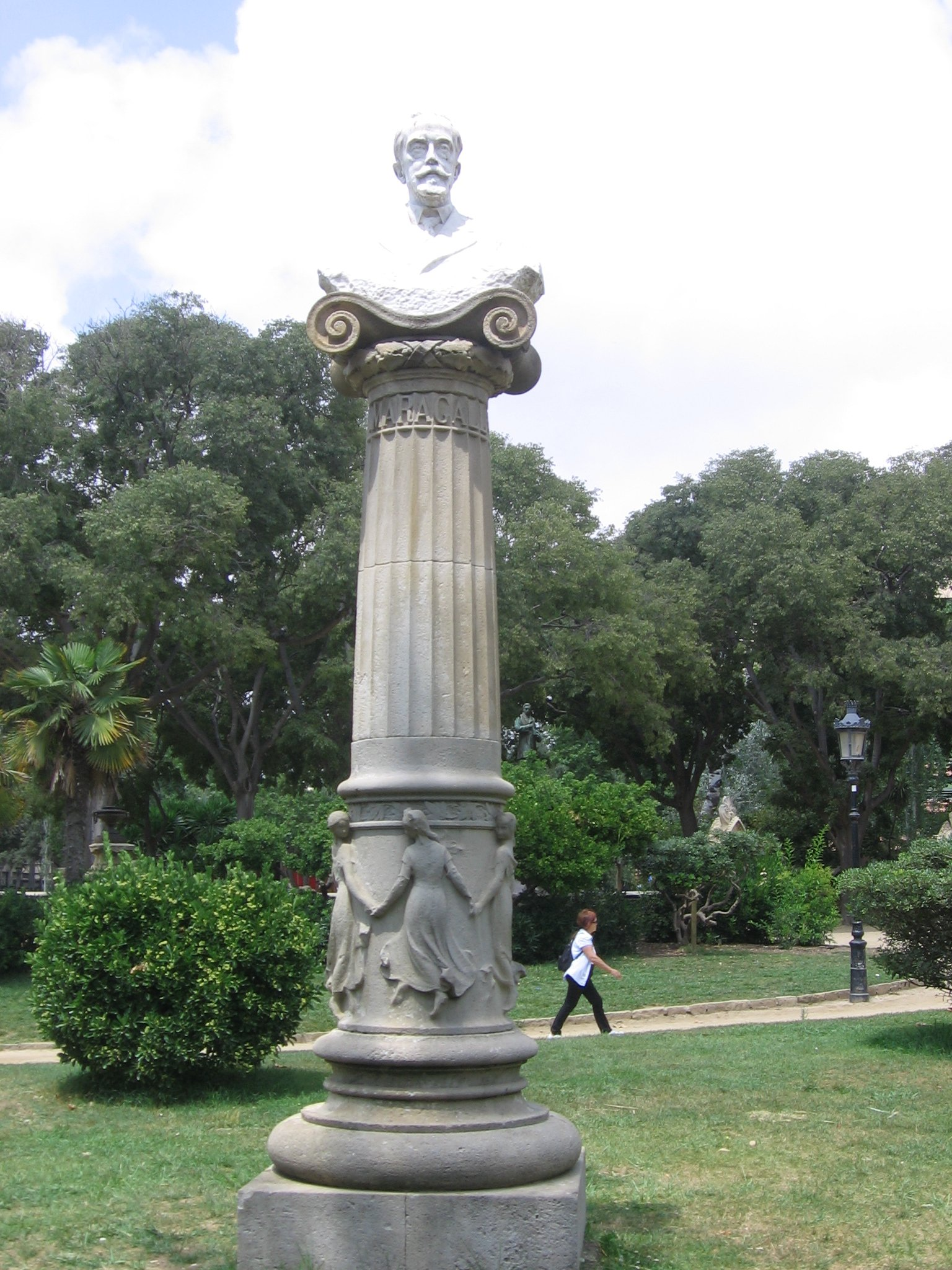
A Joan Maragall, parque de la Ciudadela (1913)
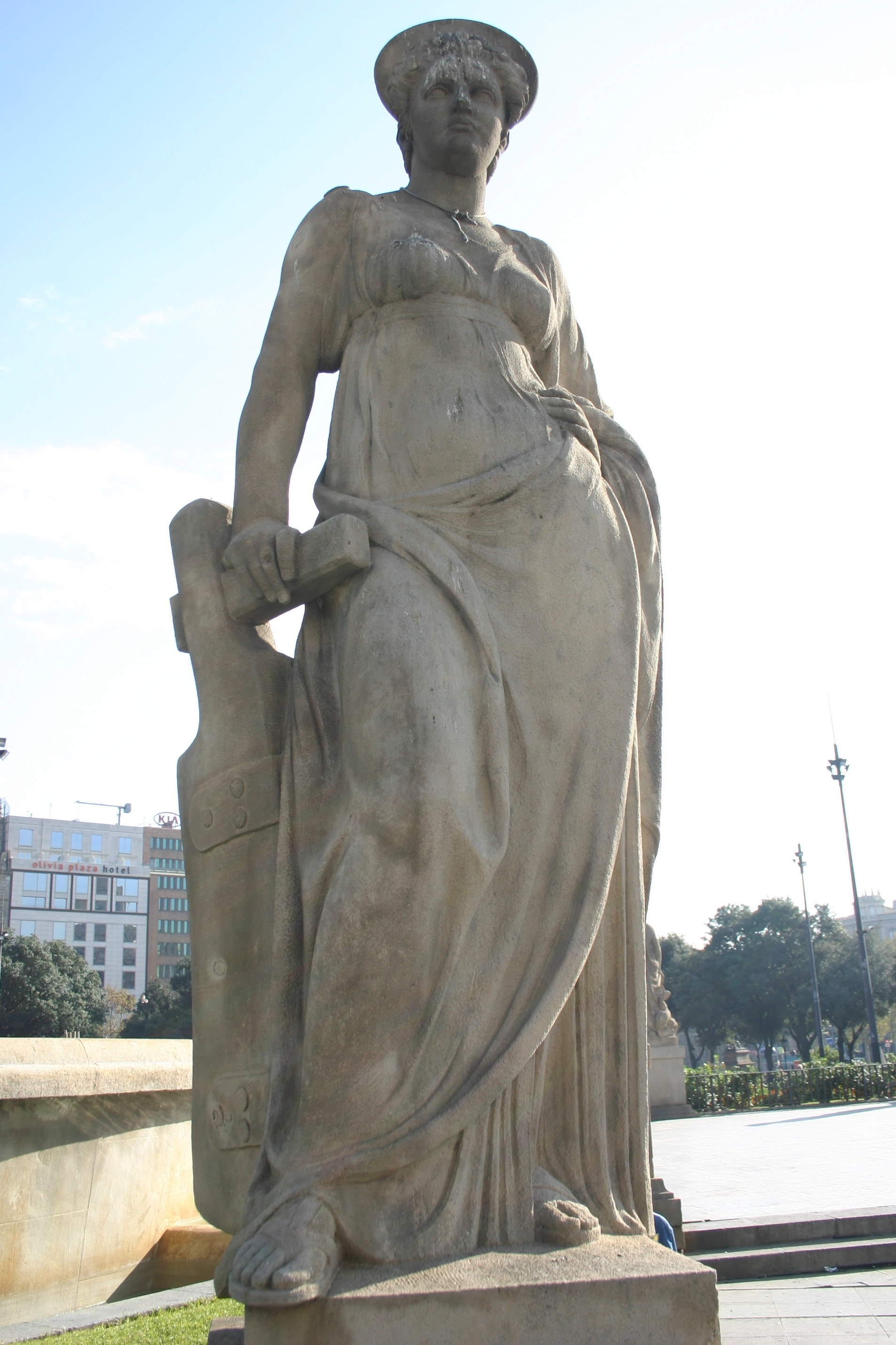
La Navegación, plaza de Cataluña (1928)
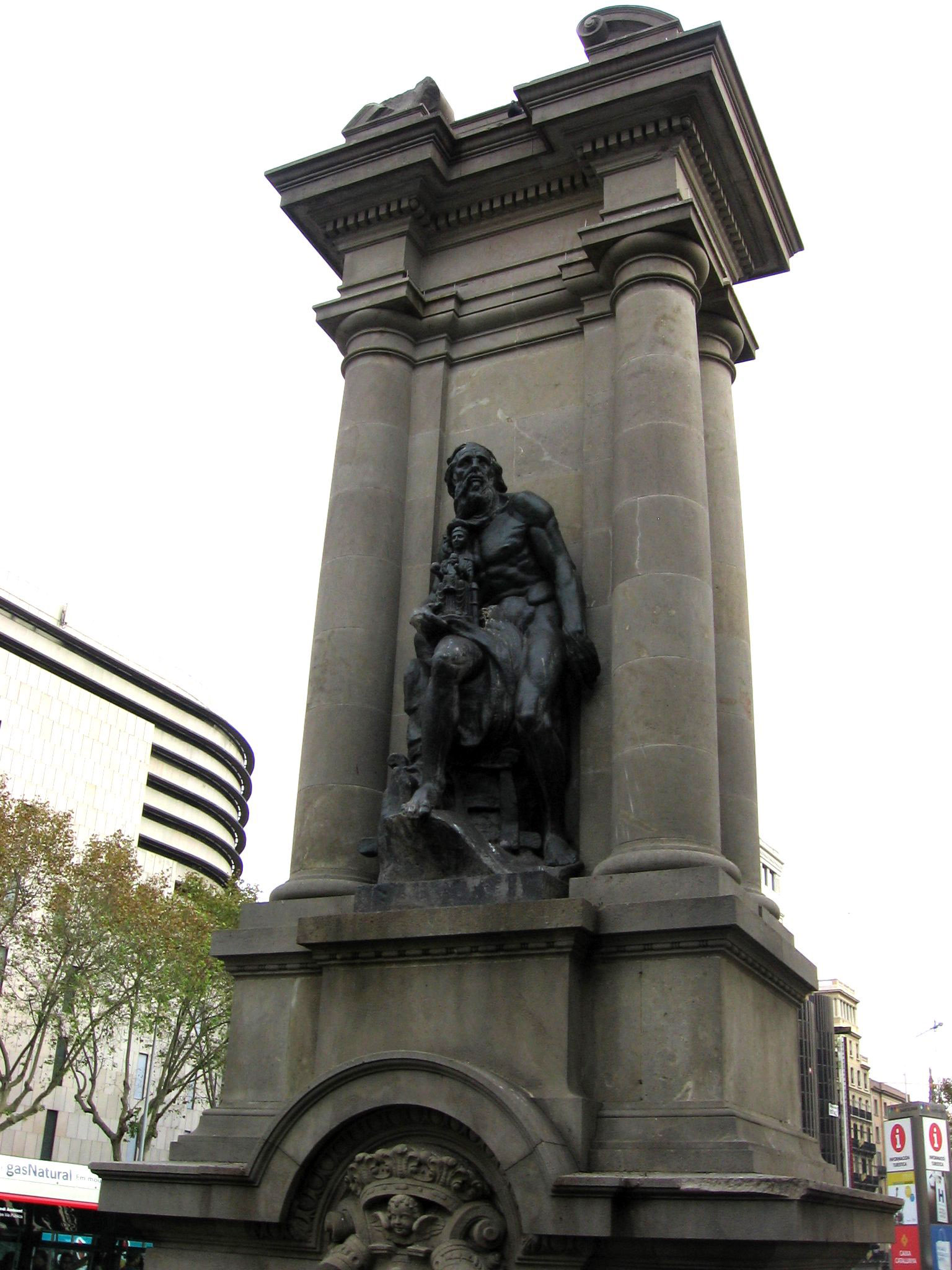
Montserrat, plaza de Cataluña (1928)
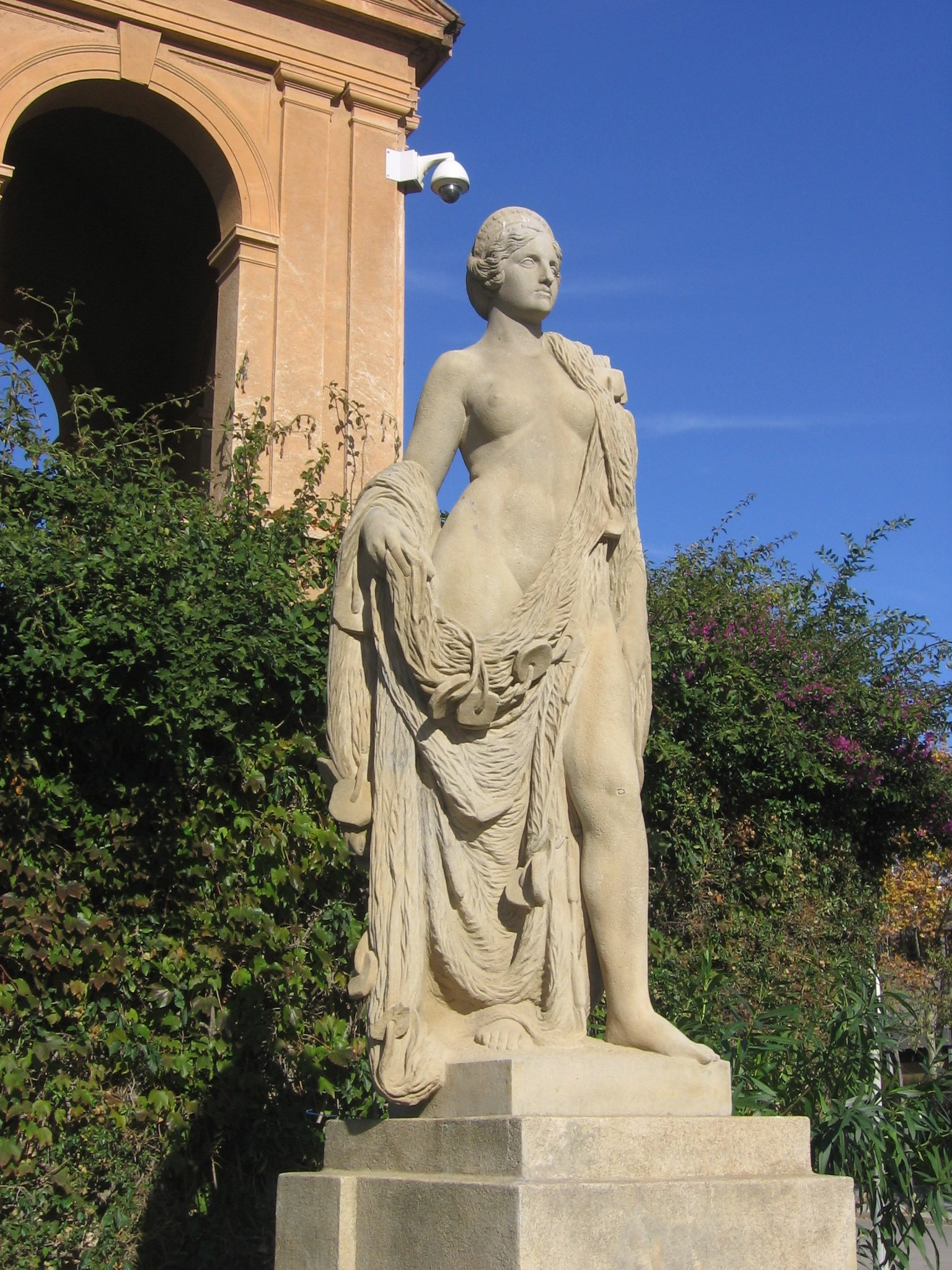
Marina, Palacio Real de Pedralbes (1929)